# レユニオン・フランス語
レユニオン・フランス語（レユニオン・フランスご、français de La Réunion）は、レユニオンで話されているフランス語の方言である。

## 概要
レユニオン・フランス語の話者は、レユニオンの公用語の一つであるレユニオン・クレオール語を混ぜながら話す傾向にある。